# Världsmästerskapen i kortbanesimning 2002
Världsmästerskapen i kortbanesimning 2002 hölls i Moskva, Ryssland den 3-7 april 2002.
Tävlingarna arrangerades i det renoverade Olympiiski-komplexet, där simgrenarna vid olympiska sommarspelen 1980 hölls. Ett rekordstort antal deltagare tävlade, 599 simmare från 92 länder. Totalt slogs sju världsrekord under tävlingen.

## Resultat

### Frisim
| H/D    | Gren    | Guld                                                                             | Tid        | Silver                                                            | Tid      | Brons                                                                   | 'Tid     |
| Herrar | 50 m    | José Meolans                                                                     | 21,36 CR   | Mark Foster                                                       | 21,44    | Oleksandr Volinets Aleksandr Popov                                      | 21,55    |
| Herrar | 100 m   | Ashley Callus                                                                    | 46,99      | José Meolans                                                      | 47,09    | Salim Iles                                                              | 47,66    |
| Herrar | 200 m   | Klete Keller                                                                     | 1.44,36    | Gustavo Borges                                                    | 1.45,67  | Mark Johnston                                                           | 1.45,88  |
| Herrar | 400 m   | Grant Hackett                                                                    | 3.38,29    | Květoslav Svoboda                                                 | 3.41,97  | Chad Carvin                                                             | 3.43,55  |
| Herrar | 1500 m  | Grant Hackett                                                                    | 14.33,94   | Chris Thompson                                                    | 14.39,43 | Christian Minotti                                                       | 14.45,94 |
| Herrar | 4x100 m | USA Scott Tucker Peter Marshall Jason Lezak Klete Keller                         | 3.10,64    | Sverige Eric Lafleur Stefan Nystrand Lars Frölander Mathias Ohlin | 3.11,14  | Ryssland Leonid Chochlov Aleksandr Popov Denis Pimankov Andrej Kapralov | 3.11,24  |
| Herrar | 4x200 m | Australien Todd Pearson Ray Hass Leon Dunne Grant Hackett                        | 7.00,36 CR | Ryssland Denis Rodkin Jurij Prilukov Ilja Nikitin Andrej Kapralov | 7.05,36  | USA Chad Carvin Erik Vendt Scott Tucker Klete Keller                    | 7.08,73  |
| Damer  | 50 m    | Therese Alshammar                                                                | 24,16      | Alison Sheppard                                                   | 24,28    | Tammie Stone                                                            | 24,65    |
| Damer  | 100 m   | Therese Alshammar                                                                | 52,89      | Martina Moravcová                                                 | 52,96    | Xu Yanvei                                                               | 53,35    |
| Damer  | 200 m   | Lindsay Benko                                                                    | 1.54,04 WR | Yang Yu                                                           | 1.55,34  | Xu Yanvei                                                               | 1.55,63  |
| Damer  | 400 m   | Jana Klotjkova                                                                   | 4.01,26    | Chen Hua                                                          | 4.03,81  | Rachel Komisarz                                                         | 4.06,30  |
| Damer  | 800 m   | Chen Hua                                                                         | 8.16,34 CR | Irina Ufimtseva                                                   | 8.21,91  | Flavia Rigamonti                                                        | 8.23,38  |
| Damer  | 4x100 m | Sverige Josefin Lillhage Therese Alshammar Johanna Sjöberg Anna-Karin Kammerling | 3.35,09    | Australien Sarah Ryan Petria Thomas Giaan Rooney Elka Graham      | 3.35,97  | CHN Yang Yu Tang Jingzhi Zhu Yingven Xu Yanvei                          | 3.36,18  |
| Damer  | 4x200 m | CHN Xu Yanvei Zhu Yingwen Tang Jingzhi Yang Yu                                   | 7.46,30 WR | USA Lindsay Benko Gabrielle Rose Colleen Lanne Rachel Komisarz    | 7.47,55  | Australien Elka Graham Petria Thomas Lori Munz Giaan Rooney             | 7.49,50  |

### Ryggsim
| H/D    | Gren  | Gold             | Time       | Silver           | Time    | Bronze             | Time    |
| Herrar | 50 m  | Matt Welsh       | 23,66      | Peter Marshall   | 24,04   | Toni Helbig        | 24,17   |
| Herrar | 100 m | Matt Welsh       | 51,26      | Aaron Peirsol    | 51,71   | Peter Marshall     | 51,84   |
| Herrar | 200 m | Aaron Peirsol    | 1.51,17 WR | Marko Strahija   | 1.53,08 | Blaž Medvešek      | 1.53,66 |
| Damer  | 50 m  | Jennifer Carroll | 27,38 CR   | Haley Cope       | 27,44   | Diana McManus      | 27,60   |
| Damer  | 100 m | Haley Cope       | 59,07      | Ilona Hlaváčková | 59,13   | Diana McManus      | 59,45   |
| Damer  | 200 m | Lindsay Benko    | 2.04,97 CR | Reiko Nakamura   | 2.07,30 | Irina Ansjennikova | 2.07,71 |

### Bröstsim
| H/D    | Gren  | Guld           | Tid        | Silver          | Tid     | Brons           | Tid     |
| Herrar | 50 m  | Oleg Lisogor   | 26,42      | José Couto      | 27,22   | Eduardo Fischer | 27,26   |
| Herrar | 100 m | Oleg Lisogor   | 58,33 CR   | Kosuke Kitajima | 59,10   | Jarno Pihlava   | 59,22   |
| Herrar | 200 m | Jim Piper      | 2.07,16 CR | David Denniston | 2.07,42 | Jarno Pihlava   | 2.07,61 |
| Damer  | 50 m  | Emma Igelström | 29,96 WR   | Luo Xuejuan     | 30,17   | Zoë Baker       | 30,56   |
| Damer  | 100 m | Emma Igelström | 1.05,38 WR | Sarah Poewe     | 1.06,16 | Luo Xuejuan     | 1.06,36 |
| Damer  | 200 m | Qi Hui         | 2.20,91    | Emma Igelström  | 2:21,60 | Mirna Jukić     | 2.21,63 |

### Fjärilsim
| H/D    | Gren  | Guld                  | Tid        | Silver        | Tid     | Brons                 | Tid     |
| Herrar | 50 m  | Geoff Huegill         | 22,89 CR   | Adam Pine     | 23,29   | Mark Foster           | 23,36   |
| Herrar | 100 m | Geoff Huegill         | 50,95      | Adam Pine     | 51,27   | Igor Martjenko        | 51,41   |
| Herrar | 200 m | James Hickman         | 1.53,14    | Justin Norris | 1.54,07 | Ioan Gherghel         | 1.54,16 |
| Damer  | 50 m  | Anna-Karin Kammerling | 25,55 CR   | Petria Thomas | 26,36   | Vered Borochovski     | 26,38   |
| Damer  | 100 m | Martina Moravcová     | 57,04      | Petria Thomas | 57,91   | Anna-Karin Kammerling | 58,12   |
| Damer  | 200 m | Petria Thomas         | 2.05,76 CR | Yang Yu       | 2.06,10 | Mary Descenza         | 2.06,17 |

### Medley
| H/D    | Gren      | Guld                                                                           | Tid        | Silver                                                     | Tid     | Brons                                                                       | Tid     |
| Herrar | 100 m     | Peter Mankoč                                                                   | 52,90      | Jani Sievinen                                              | 53,78   | Jakob Andersen                                                              | 54,31   |
| Herrar | 200 m     | Jani Sievinen                                                                  | 1.55,45 CR | Peter Mankoč                                               | 1.56,13 | Tom Wilkens                                                                 | 1.56,34 |
| Herrar | 400 m     | Tom Wilkens                                                                    | 4.04,82 CR | Brian Johns                                                | 4.06,85 | Jacob Carstensen                                                            | 4.08,92 |
| Herrar | 4 x 100 m | USA Aaron Peirsol David Denniston Peter Marshall Jason Lezak                   | 3.29,00 WR | Australien Geoff Huegill Jim Piper Adam Pine Ashley Callus | 3.29,35 | Ryssland Jevjenij Aletjine Dmitrij Komornikov Igor Martjenko Denis Pimankov | 3.30,21 |
| Damer  | 100 m     | Martina Moravcová                                                              | 59,91      | Gabrielle Rose                                             | 1.00,68 | Alison Sheppard                                                             | 1.00,88 |
| Damer  | 200 m     | Jana Klotjkova                                                                 | 2.08,82    | Gabrielle Rose                                             | 2.09,77 | Oksana Verevka                                                              | 2.11,25 |
| Damer  | 400 m     | Jana Klotjkova                                                                 | 4.30,63    | Alenka Kejžar                                              | 4.35,44 | Georgina Bardach                                                            | 4.36,36 |
| Damer  | 4 x 100 m | Sverige Therese Alshammar Emma Igelström Anna-Karin Kammerling Johanna Sjöberg | 3.55,78 WR | USA Haley Cope Amanda Beard Rachel Komisarz Lindsay Benko  | 3.57,17 | Kina Zhan Shu Luo Xuejuan Zheng Xi Xu Yanvei                                | 3.57,29 |